# Gold (tv-csatorna)
A Gold főleg vígjátékokat sugárzó angol televíziós csatorna, az UKTV nevű brit televíziótársaság része, ami a BBC, és a Scripps Networks Interactive tulajdonában van. A csatornát 1992. november 1.-n alapította a Brit televízió, és az ITV.
1997-ben, a Virgin Media cég felváltotta az ITV jogát, és egyre több társadót indított el.
Jelenleg a csatorna  fő riválisai a ITV3, és a More4. Ezeknek magasabb a nézettségük, mert a Goldot kizárólag előfizetéssel lehet elérni.

## Fordítás
- Ez a szócikk részben vagy egészben  a   Gold (TV channel) című angol Wikipédia-szócikk fordításán alapul.  Az eredeti cikk szerkesztőit annak laptörténete sorolja fel. Ez a jelzés csupán a megfogalmazás eredetét és a szerzői jogokat jelzi, nem szolgál a cikkben szereplő információk forrásmegjelöléseként.